# Victor Lefranc

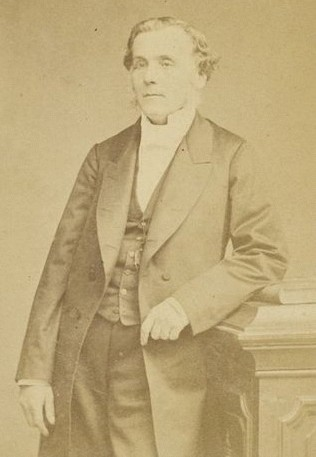
Victor Lefranc, inrikesminister.

Bernard Edme Victor Etienne Lefranc, född den 3 februari 1809 i Garlin (Basses-Pyrénées), död den 12 september 1883 i Montsoué (Landes), nära Saint-Sever, var en fransk politiker. 

## Biografi
Lefranc ägnade sig åt advokatyrket, utsågs 1848 till republikens generalkommissarie i departementet Landes, invaldes samma år i konstituerande och 1849 i lagstiftande församlingen, men hindrades efter 1851 års statsstreck som oppositionsman att spela någon politisk roll, förrän kejsardömet störtats (1870). Han invaldes 1871 i nationalförsamlingen och frambar där förslaget om verkställande maktens överlämnande åt Thiers samt bidrog genom sin övertygande argumentering väsentligt till att förmå nationalförsamlingens flertal att rörande fredsvillkoren med Preussen finna sig i det nödvändiga. Juni 1871-februari 1872 var han jordbruks- och handelsminister samt februari-november 1872 inrikesminister, invaldes 1876 i deputeradekammaren och slöt sig på våren 1877 till den stora koalition, som uttalade sitt misstroende mot kabinettet Broglie. Efter kammarens därav föranledda upplösning blev han inte omvald. Han blev emellertid 1881 vald till livstidssenator.